# پاتریک منینگ (ورزشکار)
پاتریک منینگ (انگلیسی: Patrick Manning؛ زادهٔ may ۶, ۱۹۶۷ (۵۷ سال)) ورزشکار روئینگ اهل ایالات متحده آمریکا است.
وی در مسابقات کشوری و بین‌المللی در مجموع برندهٔ ۲ مدال نقره شده‌است.